# Портрет Дмитрия Васильевича Васильчикова
«Портрет Дмитрия Васильевича Васильчикова» — картина Джорджа Доу и его мастерской из Военной галереи Зимнего дворца.
Картина представляет собой погрудный портрет генерал-майора князя Дмитрия Васильевича Васильчикова из состава Военной галереи Зимнего дворца.
Во время Отечественной войны 1812 года Васильчиков был полковником и командовал Ахтырским гусарским полком, отличился в Бородинском бою, в декабре 1812 года за боевые отличия был произведён в генерал-майоры. В Заграничных походах был почти во всех важнейших сражениях, особо отличившись в битвах при Ла-Ротьере и Краоне. В кампании Ста дней вновь совершил поход во Францию.
Изображён в генеральском доломане Ахтырского гусарского полка образца 1813 года, с ментиком на плече, через которое переброшена Анненская лента, поверх последней надета лядуночная перевязь. На шее кресты ордена Св. Георгия 3-го класса, прусского ордена Красного орла 2-й степени; на груди из-под Анненской ленты виден крест ордена Св. Владимира 2-й степени. На ментике серебряная медаль «В память Отечественной войны 1812 года» на Андреевской ленте и звезда ордена Св. Владимира 2-й степени. Подпись на раме: Д. В. Васильчиковъ 2й, Генералъ Маiоръ.
7 августа 1820 года Комитетом Главного штаба по аттестации Васильчиков был включён в список «генералов, заслуживающих быть написанными в галерею». Несмотря на то, что император Александр I повелел написать портрет Васильчикова лишь 17 октября 1822 года, гонорар за работу Доу был выплачен уже 20 апреля 1821 года. Готовый портрет был принят в Эрмитаж 7 сентября 1825 года.
А. А. Подмазо выдвинул версию о том, что при написании портрета Доу использовал миниатюру неизвестного художника, выполненную в 1810-х годах и полностью соответствующую картине Доу. Эта миниатюра находилась в коллекции Исторического музея и была опубликована в издании «Русские портреты XVIII и XIX столетий» . Возможно, что Доу использовал её в работе, однако Васильчиков с конца 1816 до конца 1822 года командовал 1-й уланской дивизией, расквартированной в Тверской и Новгородской губерниях, и по делам службы часто бывал в Санкт-Петербурге (где у него был собственный каменный дом). Возможно, что в один из своих приездов он сам позировал художнику. Кроме того, в собрании Эрмитажа имеется рисунок Луи де Сент-Обена, атрибутированный как изображение его брата Иллариона (бумага, чёрный мел, 47 × 37 см, инвентарный № ЭРР-6141); этот рисунок композиционно крайне близок к галерейному портрету Дмитрия Васильевича и обнаруживает с ним гораздо больше внешнего сходства, чем с Илларионом Васильевичем.

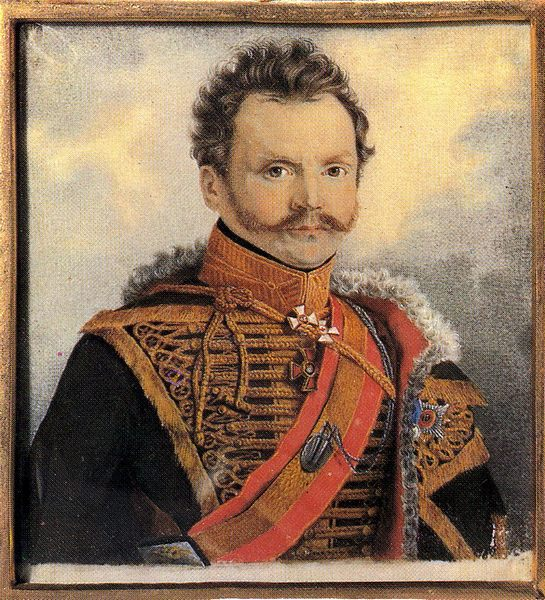
Миниатюра из Исторического музея
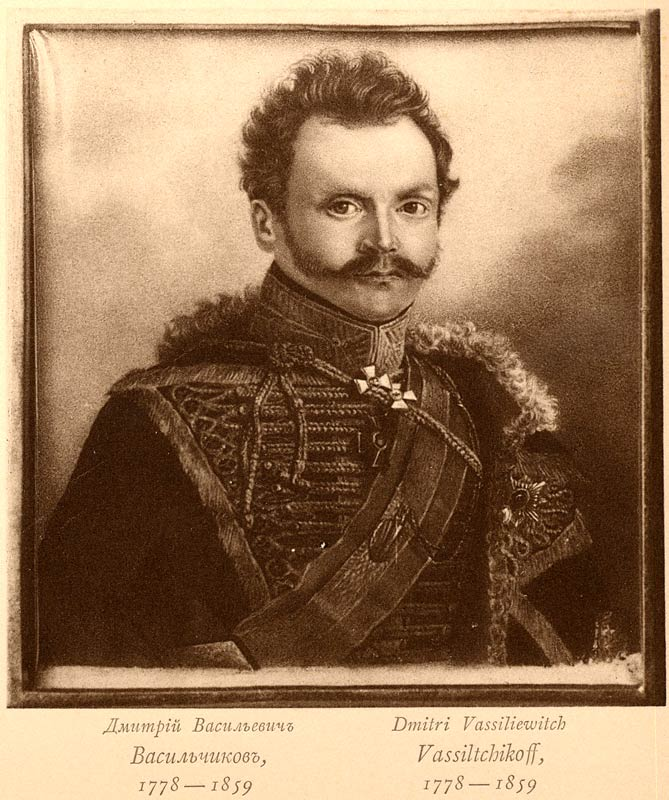
Репродукция из «Русских портретов…»
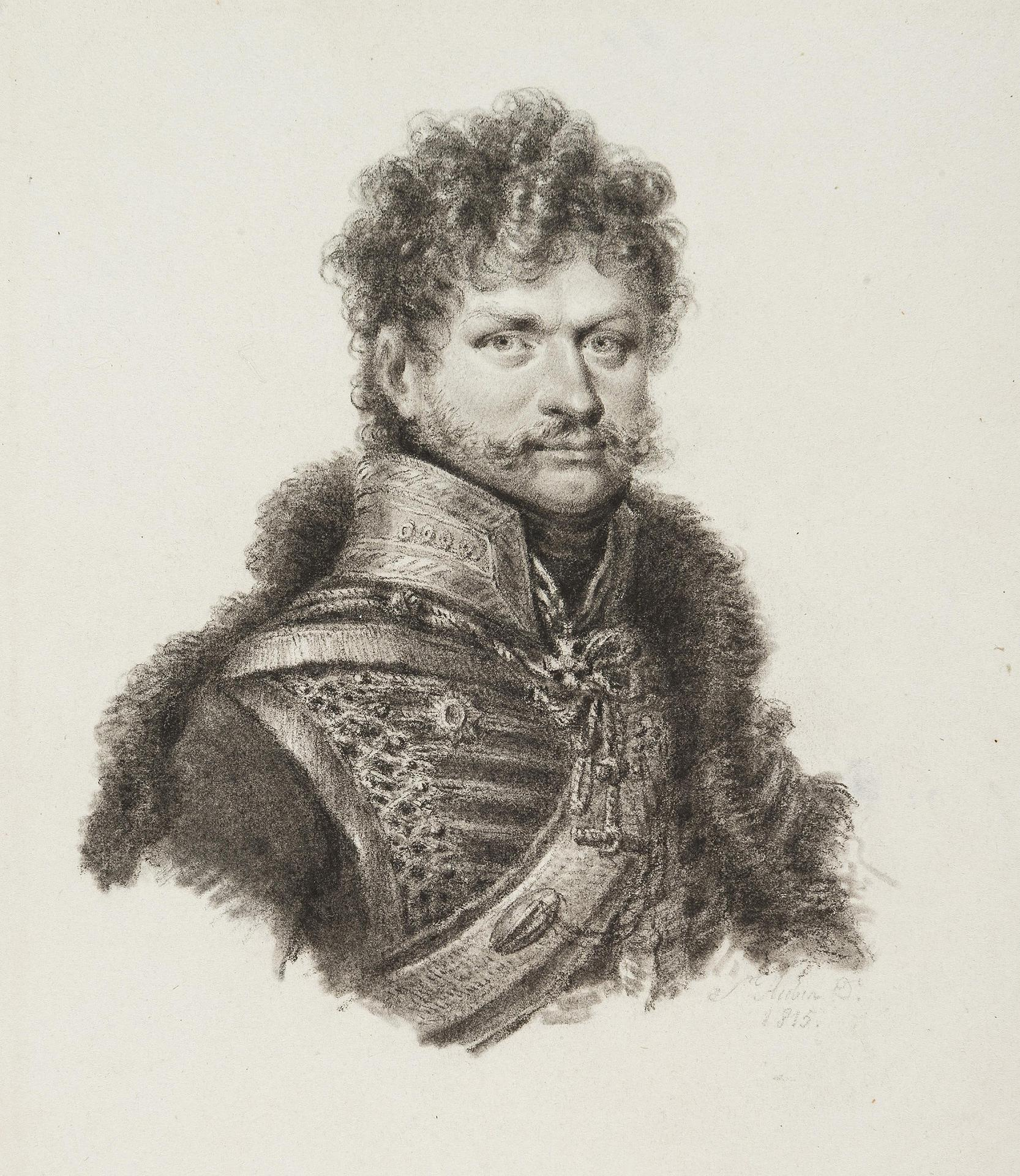
Портрет И. В. Васильчикова работы Сент-Обена
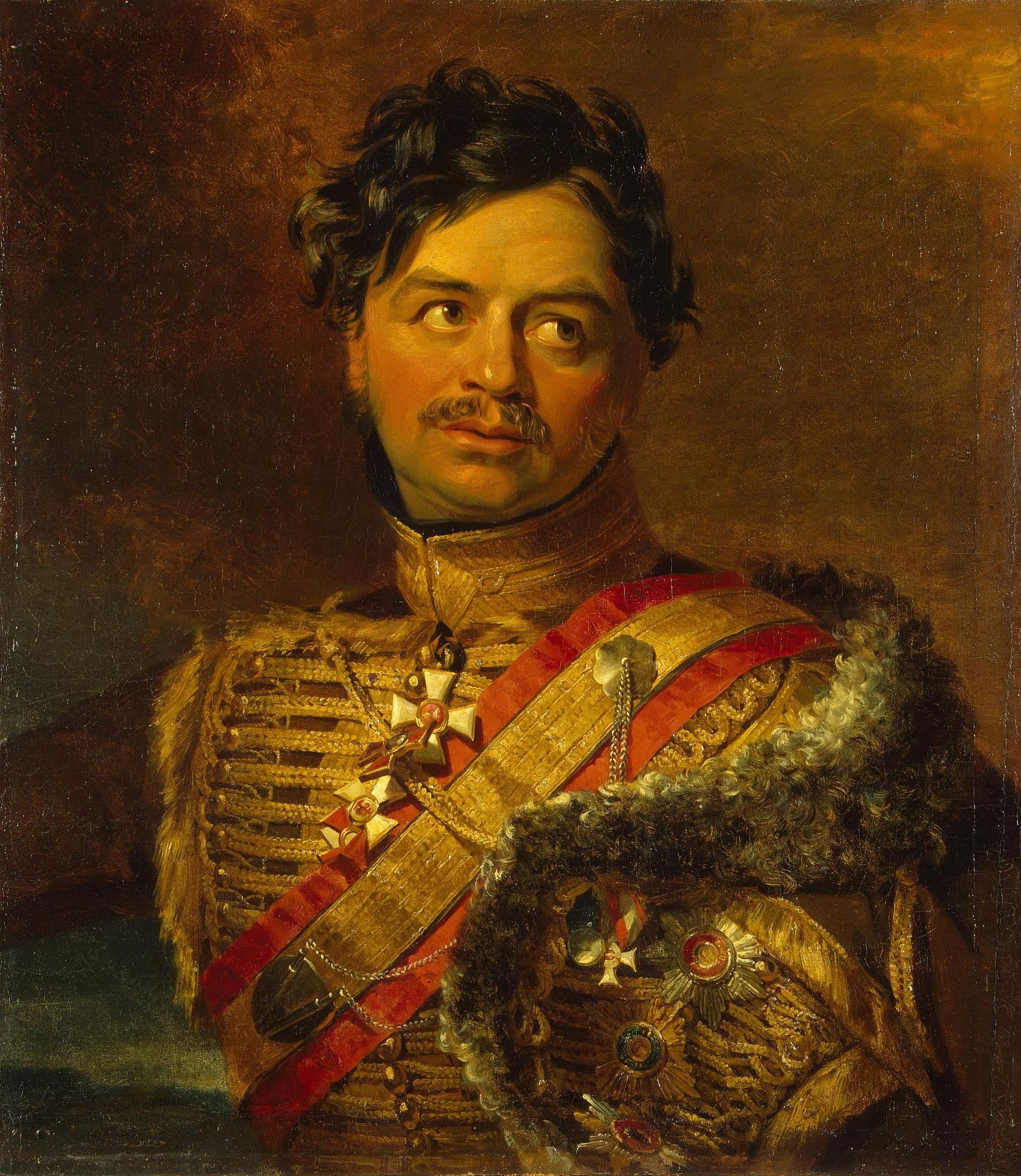
Портрет Иллариона Васильевича Васильчикова из Военной галереи

А. А. Подмазо в своей книге о Военной галерее приводит репродукцию портрета Д. В. Васильчикова работы В. И. Гау из собрания Института российской литературы РАН, датируемого 1847 годом; визуально этот портрет имеет мало общего с портретом из Военной галереи, и Подмазо никаким образом не объясняет, как он может быть связан с работой Доу.